# La Porta
La Porta (en cors A Porta) és un municipi francès, situat a la regió de Còrsega, al departament d'Alta Còrsega. L'any 1999 tenia 196 habitants. Es troba al cor de la comarca de la Castagniccia.

## Demografia
| 1962 | 1968 | 1975 | 1982 | 1990 | 1999 |
| ---- | ---- | ---- | ---- | ---- | ---- |
| 315  | 358  | 382  | 422  | 248  | 196  |

## Administració
| Període   | Identitat          | Partit | Qualitat |  |
| --------- | ------------------ | ------ | -------- |  |
| 2001-2008 | Stéphanie Grimaldi | UMP    |          |  |